# 利薩 (波德蓋齊區)
49°14′32″N 25°1′2″E / 49.24222°N 25.01722°E
利薩（烏克蘭語：Лиса）是位於烏克蘭西部特諾皮爾州裏特諾皮爾區的村莊，始建於1395年，面積11.1平方公里，海拔高度245米，2001年人口363，人口密度每平方公里32.7人。